# لواندا
لُوَندة (بالبرتغالية: Luanda) عاصمة أنغولة وكبرى مدنها، وميناؤها الرئيسُ، ومركزها الحضري والصناعي والثقافي، وهي أول مدينة ناطقة باللغة البرتغالية خارج البرازيل، إذ يبلغ عدد سكان مجالها الحضري أكثر من 8.3 مليون نسمةً أي نحو ثلث سكان البلد. وهي أيضا، كما يمكن توقُّعه، عاصمة إقليم بنفس الاسم. أسّسها باوُلو دِياس دِي نُوَيس المستكشفُ البرتغاليُّ في يناير 1576 (983 هـ)، وهي بذلك إحدى أقدم المستعمرات الأوربّيّة في أفريقيا. ما إن حصلت أنغولة على استقلالها في عام 1975 (1394 هـ) حتى اندلعت حرب أهلية دامت لأكثر من ربع قرن، رحل على إثرها معظم البرتغاليين عن لوندة في الحين الذي لجأ إليها أضعاف ذلك من الأنغويليين الفارّين من الحرب.

## التاريخ
تم تأسيس لوندة على يد المستكشف البرتغالي باوُلو دِياس دِي نُوَيس (Paulo Dias de Novais) تحت اسم ساو باولو دي لوندة (São Paulo de Luanda)،بُنيت قلعة باسم فورتليزا ساو بيدرو دا بارا (Fortaleza São Pedro da Barra)عام 1918 ثم تم بناء قلعة جديدة اسمها فورتليزا دي ساو ميغيل (Fortaleza de São Miguel)،ظلت المدينة مركز إدارى لأنغولة منذ عام 1627(ماعدا من 1640 حتى 1648حيث احتلها الألمان وأسموها فرت أردنبرج (Fort Aardenburgh) وكانت منذ 1550 حتى 1850 مركز ضخم لتجارة العبيد الذين يتم إرسالهم للبرازيل

## الجغرافيا والموقع
تنقسم لوندة إلى جزأين الأول هو بيشا دي لوندة(baixa de luanda)بمعنى لوندة السُفلى أو المدينة القديمة والثاني سيدادا ألتا (cidade alta)
المدينة العُليا أو المنطقة الجديدة، تقع المدينة القديمة بجانب الميناء حيث تتميز بشوارعها الضيقة ومبانى المستعمرات القديمة.
تُعتبر لوندة مركز للرهبان الرومان الكاثوليك وتقع فيها معظم مؤسسات أنغولة التعليمية حيث يوجد جامعة أنغولة الكاثوليكية الخاصة وجامعة اوغسطينوا نيتو الحكومية كذلك يوجد بها استاد أنغولة (Estádio da Cidadela) بسعة 60,000 متفرج.

## التركيبة السكانية
يتكون سكان لوندة من عدة أنواع لكن معظمهم ينحدر من مجموعات عرقية أفريقية مثل قبائل اوفيمبوندو(Ovimbundu)،قبائل كيمبوندو (Kimbundu)و قبائل البكونغو(Bakongo) أو كونغو (بمعنى الصيادين) كما توجد بعض المجموعات من ذوي الأصول الأوروبية. بالرغم من وجود بعض لغات البانتو يتم التحدث بها في لوندة إلا أن الرغم الرسمية والأكثر استخداماً هي البرتغالية.

## الاقتصاد

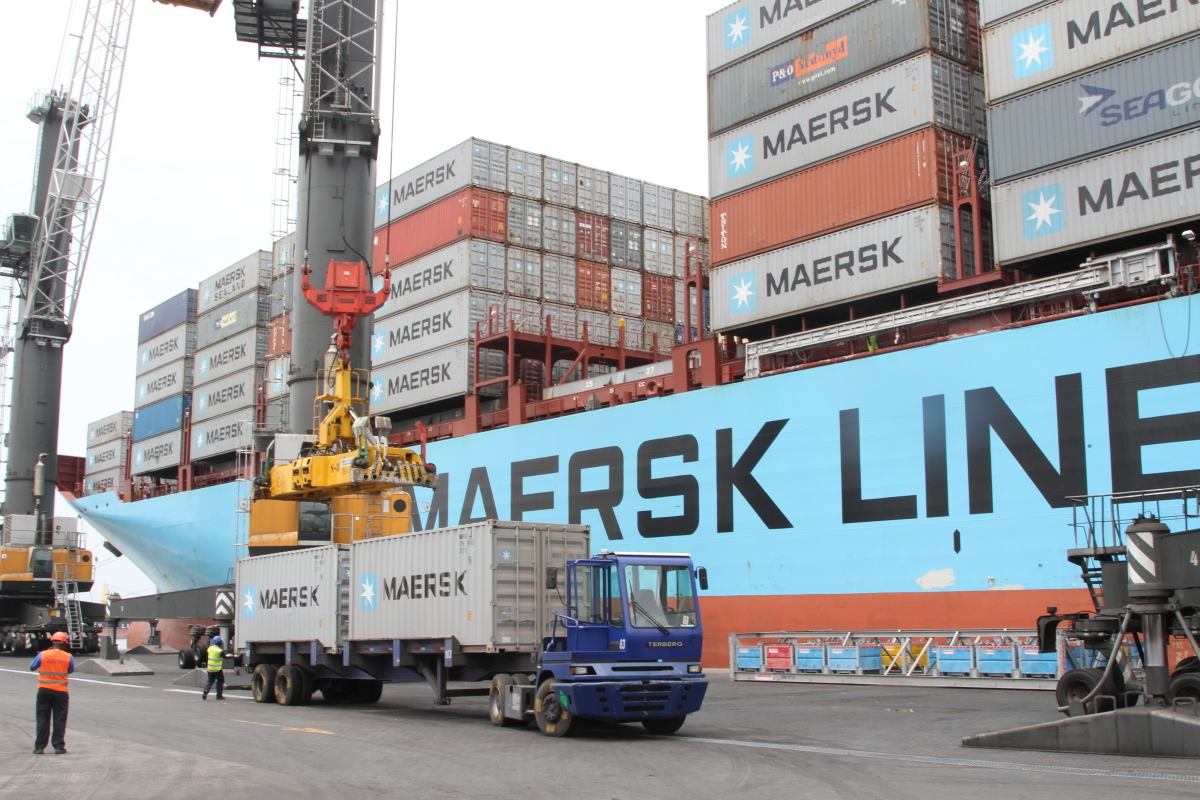
ميناء لوندة سنة 2012م

العاصمة الانجولية تتصدر قائمة أغلى المدن من حيث تكلفة المعيشة حسب نتائج دراسة «تكاليف المعيشة لعام 2010» العالمية التي أصدرتها مؤسسة «ميرسر» لاستشارات  نسخة محفوظة 8 ديسمبر 2012 على موقع واي باك مشين.
تتضمن الصناعات في لوندة على الأطعمة المُعلبة، المشروبات، المنسوجات،الأسمنت ومواد البناء الأخرى، المنتجات البلاستيكية، الأدوات المنزلية،السجائر،الأحذية.
يوجد البترول بالقرب من المدينة ويتم تكريره بها وقد تعرضت المُنشآت البترولية لأضرار عديدة أثناء الحرب الأهلية.
تمتلك لوندة ميناء طبيعى ممتاز ومن الصادرات الرئيسية القهوة،السكر،الألماس،الحديد والملح

## المواصلات
تعتبر لوندة بداية خط السكك الحديدية الأنجولية الذي يمتد شرقاً لينتهى بإقليم مالانجي دون الوصول جمهورية الكونغو الديموقراطية وقد أدت الحرب الأهلية إلى توقف هذا الخط لكن تم التعاقد مع إحدى الشركات الصينية لإعادة بناءه ومن المتوقع الانتهاء منه في خريف 2007.
يوجد أيضا مطار كواترو دي فيفريرو بمعنى (الرابع من فبراير) أكبر المطارات البلاد، ويُعد ميناء لوندة أيضا حلقة وصل بباقى العالم الخارجي.

## التجديد والتوسيع
من المفترض أن الحكومة الأنغولية المركزية تُخصص حصصاً مالية لجميع مناطق البلاد، ولكن تحصل منطقة العاصمة في واقع الحال على حصة الأسد من هذه الأموال. حظيت أنغولة باستقرار كبير نسبياً منذ انتهاء الحرب الأهلية (1975–2002)، وتجري العديد من مشاريع البناء الكبرى على قدمٍ وساق منذ عام 2002 في المناطق التي كانت قد تضررت إبَّان سنوات الحرب الأهلية. مثَّلت لوندة موضع قلق كبير بسبب تضاعف عدد سكانها حيث تجاوزت هذه الأعداد الكبيرة والمتزايدة من السكان قدرة المدينة على احتوائهم، ولا سيما من ناحية تدهور السواد الأعظم من بنيتها التحتية من تخديمات المياه والكهرباء والطرق..إلخ.
كما يجري تشييد مشاريع اسكان اجتماعي كبرى لإيواء العائلات التي تعيش في الأحياء العشوائية الفقيرة، وما زالت هذه الأحياء تطغى على المنظر العام للوندة كغيرها من المدن الأفريقية الكبرى. وقَّعت الحكومة الأنغولية عقداً مع شركة صينية ضخمة كلفتها بتشييد غالبية مشاريع السكن البديلة في لوندة.

## المدن التوأم
- هيوستن، الولايات المتحدة[11]
- ساو باولو، البرازيل[12][13]
- لشبونة، البرتغال[7][14][15][16]
- أوخاكا، المكسيك
- برايا، الرأس الأخضر
- كيب تاون، جنوب أفريقيا
- بيرا، موزمبيق
- ويندهوك، ناميبيا
- بيساو، غينيا بيساو
- بكين، الصين
- ماكاو
- مابوتو، موزمبيق
- تاهوا، النيجر
- ساو تومي، ساو تومي وبرينسيبي
- جوهانسبرغ، جنوب أفريقيا
- القاهرة، مصر
- بورتو، البرتغال
- هوامبو، أنغولا
- تولون، فرنسا
- أسونسيون، باراغواي

## وصلات خارجية
- خريطة لوندة
- راديو أنغولة
- تاريخ لوندة وصور لها